# 龙桥乡 (仪陇县)
龙桥乡，是中华人民共和国四川省南充市仪陇县曾经下辖的一个乡。2019年9月，撤销龙桥乡，将其所属行政区域划归三河镇管辖。

## 行政区划
龙桥乡撤销前下辖以下地区：
关门石村、两路口村、葫芦颈村、新拱桥村、贾村寺村、跳墩河村、鸡公岭村、高观庙村、李基山村、新寨梁村、党家坝村和阳仲湾村。